# Andrei Aradits
Andrei-Virgil Aradits (n. 18 decembrie 1973, București, România) este un actor român de film, teatru și televiziune. 
Din anul 2023 până în 2024 a fost și prezentator al emisiunii Ești mai deștept decât un copil de clasa a V-a.

## Biografie
S-a născut la București, pe 18 decembrie 1973. A absolvit Universitatea Națională de Artă Teatrală și Cinematografică „Ion Luca Caragiale” din București în 1996, clasa profesor Florin Zamfirescu. De la debutul său pe scena Teatrului Evreiesc de Stat, unde a jucat până în 2002, Andrei Aradits a jucat în destul de multe spectacole de teatru: rolul Mesia în Golem, regia Cătălina Buzoianu; Jack - Cabaret, regia Andreea Vulpe; Fedka - Scripcarul pe acoperiș, regia Harry Eliad.

## Filmografie
- Ana, Mi-ai fost scrisă în ADN (2025) - Basty
- Lia - Soția soțului meu (2023) - Gianni Rocca
- Vlad (2019) - Ștefan Dragomir
- Capace (2017) - Ștefan
- The Crucifixion / Cronicile fricii (2017) - dr. Dorojan
- Live (2015) - Vasilescu
- Savva. Heart of the Warrior / Savva: Inimă de războinic (2015) - regele țânțarilor (dialog versiune română)
- The Devil Inside / Diavolul din tine (2012) - Hopper
- Tatăl fantomă (2011) - Codrescu Sr.
- Bunraku (2010)
- Narcisa sălbatică (2010) - Cristian
- 10 (2009)
- Cendres et sang / Cenușă și sânge (2009)
- Slaughter / Măcelul (2009) - David
- Contra timp (2008) - Miricel Javela zis Pariser
- Restul e tăcere (2008) - sergent german
- Greșeala din trecut (2007) - Andi
- Valuri (2007) - voce radio
- Iubire ca în filme (2006) - Daniel Anghelescu
- Mafalda di Savoia - Il coraggio di una principessa / Mafalda de Savoia - Curajul unei prințese (2006)
- Prizoniera (2006) - George
- La voie de Laura (2005) - Olivier
- Lacrimi de iubire (2005) - Vladi Jianu
- 3 păzește (2003) - Roller
- Une place parmi les vivants (2003) - Marc
- În familie (2002)
- Vertiges (1997) - Gilles
- Sara - jurnalul lumii libere (1995)

## Legături externe
- Andrei Aradits la imdb.com